# Pull-Dienst
Pull-Dienst oder Client-Pull (englisch: to pull – ziehen, anziehen, herausziehen) beschreibt eine meist internetbasierte Methode der Inhalteverbreitung, bei der Informationen von einem mit Parametern voreingestellten Client vom zentralen Server einmalig angefordert und dann vom zentralen Server an den Client einmalig ausgeliefert werden. Beispielsweise kann ein Client-Computer Nachrichten bei einer entsprechenden Informationsquelle im Internet anfordern. Der Client muss jedes Mal eine Anfrage für den Dienst starten, um die Informationen vom Server zu erhalten, im Gegensatz zum Push-Dienst, bei dem die Informationen nach Erstellung eines Abonnements auf dem Server sofort vom Server geliefert (gepusht) werden, ohne dass der Client jedes Mal eine Anfrage starten muss.
Im Mobilfunkbereich können damit Informationen vom Benutzer per „Dienst auf Verlangen“ kostenlos oder kostenpflichtig abgerufen werden. Beispiel: Der Teilnehmer fordert via SMS eine Information an, die ihm via SMS (oder MMS) zugeschickt wird. Über solche Dienste können beispielsweise Wetterauskünfte und Fahrplanauskünfte abgefragt oder Klingeltöne und Logos für Mobiltelefone bezogen werden.
Ein Pull-Dienst stellt die klassische Recherchemöglichkeit über das Internet dar.
Als Beispiele können hier allgemein bekannte Suchmaschinen im Internet dienen, über die sich der Anwender die benötigten Informationen selbst „ziehen“ kann.
Benutzer dieser Dienstleistungen melden sich über einen Informationskanal wie Internet, Mobilfunk oder Telefon für einen Dienst einmalig an und erhalten danach den gewünschten Dienst einmalig als E-Mail, SMS, MMS oder telefonischen Dienst.